# Tanque Super Pesado T28
El T28 fue un tanque superpesado/cañón autopropulsado estadounidense fuertemente blindado, diseñado para el Ejército de los Estados Unidos durante la Segunda Guerra Mundial. Fue diseñado inicialmente para romper las defensas alemanas de la Línea Sigfrido, y más tarde fue considerado como un posible participante en la planeada invasión del archipiélago japonés.
El vehículo de 86 toneladas fue inicialmente designado como tanque pesado. En 1945 fue redesignado como Cañón Autopropulsado T95 105 mm y después renombrado como Tanque Super Pesado T28 en 1946.
Sólo dos prototipos fueron construidos antes de que el proyecto finalizara.

## Nombre
Inicialmente llamado Tanque pesado T28 cuando la construcción fue autorizada en 1944, el diseño no encajaba en las categorías habituales de vehículos, lo que lo condujo a una reclasificación. Como no tenía su armamento en una torreta giratoria, el Departamento de Armamento solicitó un cambio de nombre a Cañón Autopropulsado T95 105 mm, el cambio se hizo oficial en marzo de 1945. Sin embargo, debido a su pesado blindaje y armamento, mientras que los cañones autopropulsados en servicio estadounidense eran ligeramente blindados, fue renombrado como Tanque Super Pesado T28 en junio de 1946 por OCM 37058.

## Desarrollo
El T28/T95 fue diseñado para ser utilizado en el ataque a las fuertes defensas que se esperaban en la Línea Sigfrido a lo largo de las fronteras occidentales de la Alemania Nazi. El cañón T5E1 105 mm seleccionado era conocido por tener un muy buen desempeño contra hormigón armado y se "esperaba ser extremadamente eficaz en reducir las fortificaciones pesadas". Después de que el vehículo pasara las pruebas, la Línea Sigfrido ya había sido infiltrada y superada por las fuerzas Aliadas, así que los diseñadores decidieron tener los tanques T28/T95 para luchar en el archipiélago japonés más tarde en la guerra. Japón se rindió antes de que el tanque fuera capaz de ser transportado al extranjero.
La necesidad de un tanque de asalto se identificó por primera vez en 1943, cuando el Departamento de Armamento propuso que 25 vehículos podrían estar listos para operaciones. Una conferencia en marzo de 1944 entre el Departamento de Armamento y las fuerzas terrestres del Ejército resultaron en un acuerdo para construir cinco vehículos. A la Paccar se le encargó el diseño en marzo de 1945, teniendo listo el diseño final y el primer chasis soldado en agosto. Para cuando el primer tanque estuvo ensamblado y listo para el combate, la guerra había terminado. El plan para cinco vehículos fue reducido a sólo dos.
Como no tenía una torreta, sino una casamata fija para montar su armamento principal (como el cazacarros alemán Jagdpanzer y los vehículos soviéticos designados Samokhodnaya Ustanovka tuvieron), y el cañón de 105 mm instalado solo podía elevarse de 19,5° a -5° y girar desde 10° a la derecha a 11° a la izquierda de la línea central, el T28/T95 se parecía más a un cañón autopropulsado, y fue redesignado como "Cañón Autopropulsado T95" en 1945, pero en junio de 1946, el vehículo fue redesignado otra vez a "Tanque Super Pesado T28".
Se construyeron dos prototipos del T28. Fueron sometidos a evaluación en el Terreno de pruebas de Aberdeen y en Fort Knox hasta 1947. En 1947, uno de los T28 fue gravemente dañado por un incendio en el motor durante las pruebas en el Terreno de pruebas de Yuma, por lo que fue desmantelado y terminó siendo vendido como chatarra. El T28 nunca entró en servicio debido a su diseño obsoleto, altos costos de mantenimiento, y gran peso, lo cual impedía el ser transportado a través de mares, pero fue retenido para probar la "durabilidad de piezas en un vehículo tan pesado". El trabajo en este acabó antes de que se completara, ya que el Departamento de Guerra decidió detener el desarrollo de vehículos de aquella clase de peso y el programa T28 acabó en octubre de 1947. En ese momento, se habían construido los diseños de tanques pesados con torretas T29 y T30. El T29 montó el mismo cañón del T28 en una torreta giratoria convencional. El T30 fue desarrollado con un cañón de mayor calibre y un motor más potente. El programa T29 fue utilizado para probar componentes mecánicos para diseños de futuros tanques.

## Vehículo superviviente
En 1974, el último prototipo fue descubierto abandonado en un campo de Fort Belvoir, Virginia. Camuflado en medio de algunos arbustos, se desconoce dónde estuvo durante 27 años. Es el único ejemplar restante de estos tanques y estuvo expuesto en el Museo Patton de Caballería y Tanques en Kentucky. En 2011, fue transportado a su nueva casa en Fort Benning, Georgia. Fue colocado en el nuevo Parque Patton, el cual es una parcela de 30 acres donde nueve de los tanques que están almacenados en Fort Benning ahora son exhibidos. Desafortunadamente, el vehículo resultó dañado en enero de 2017 cuando era transportado a otra instalación para una renovación externa, al soltarse del remolque plataforma del M1070 HET que lo llevaba. El transportador no logró sortear una pendiente cuesta abajo y el siguiente giro a una velocidad segura, lo que provocó que las cadenas de fijación se rompieran y permitieran que el T28 se deslizara fuera del remolque. A pesar de rodar dentro de una zanja, solo dos bogies sufrieron daños menores reparables. Las unidades de orugas exteriores se habían desmontado. El 30 de octubre de 2020, las unidades de orugas exteriores se volvieron a montar en el Museo Nacional del Ejército y Caballería de Fort Benning, ya que se está preparando para trasladarse al interior para su conservación.

## Diseño

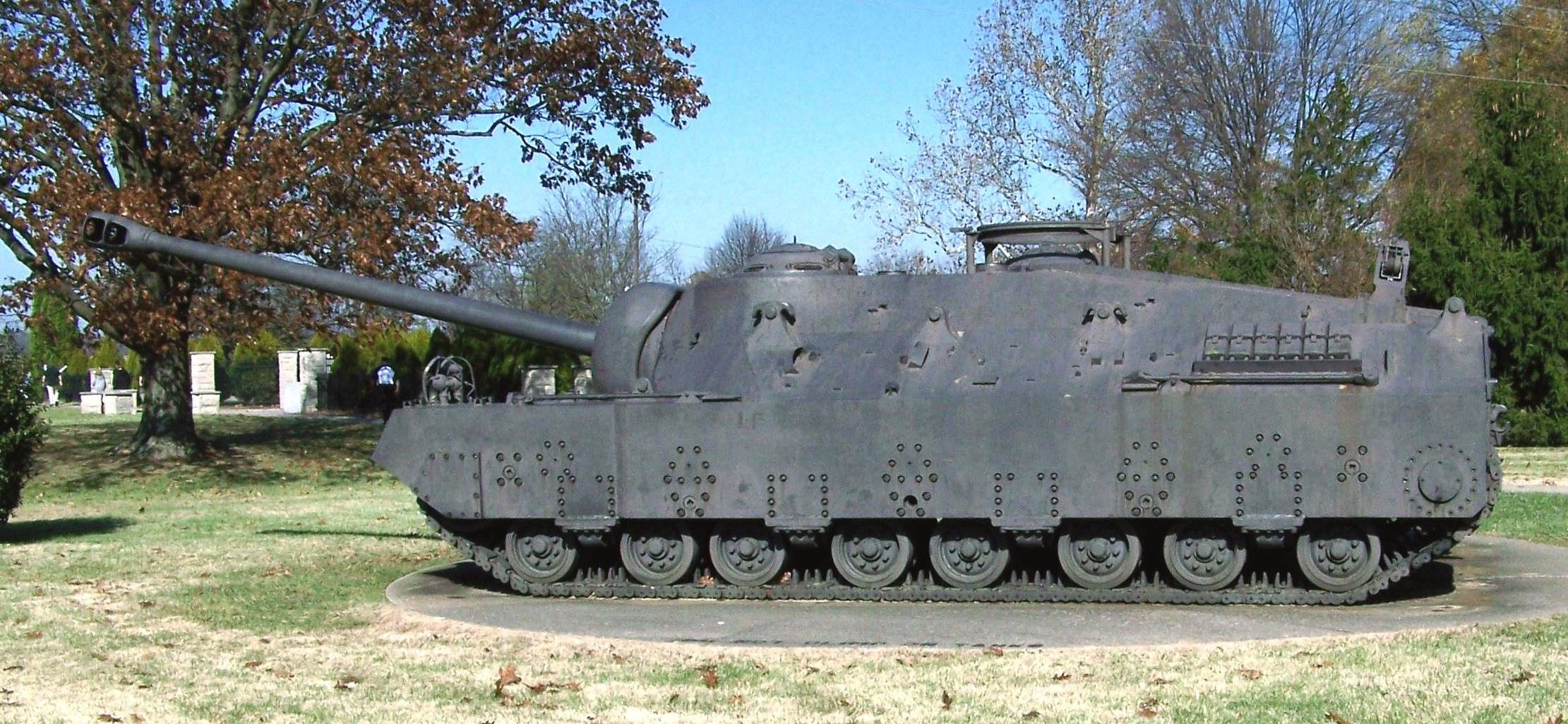
Vista de perfil

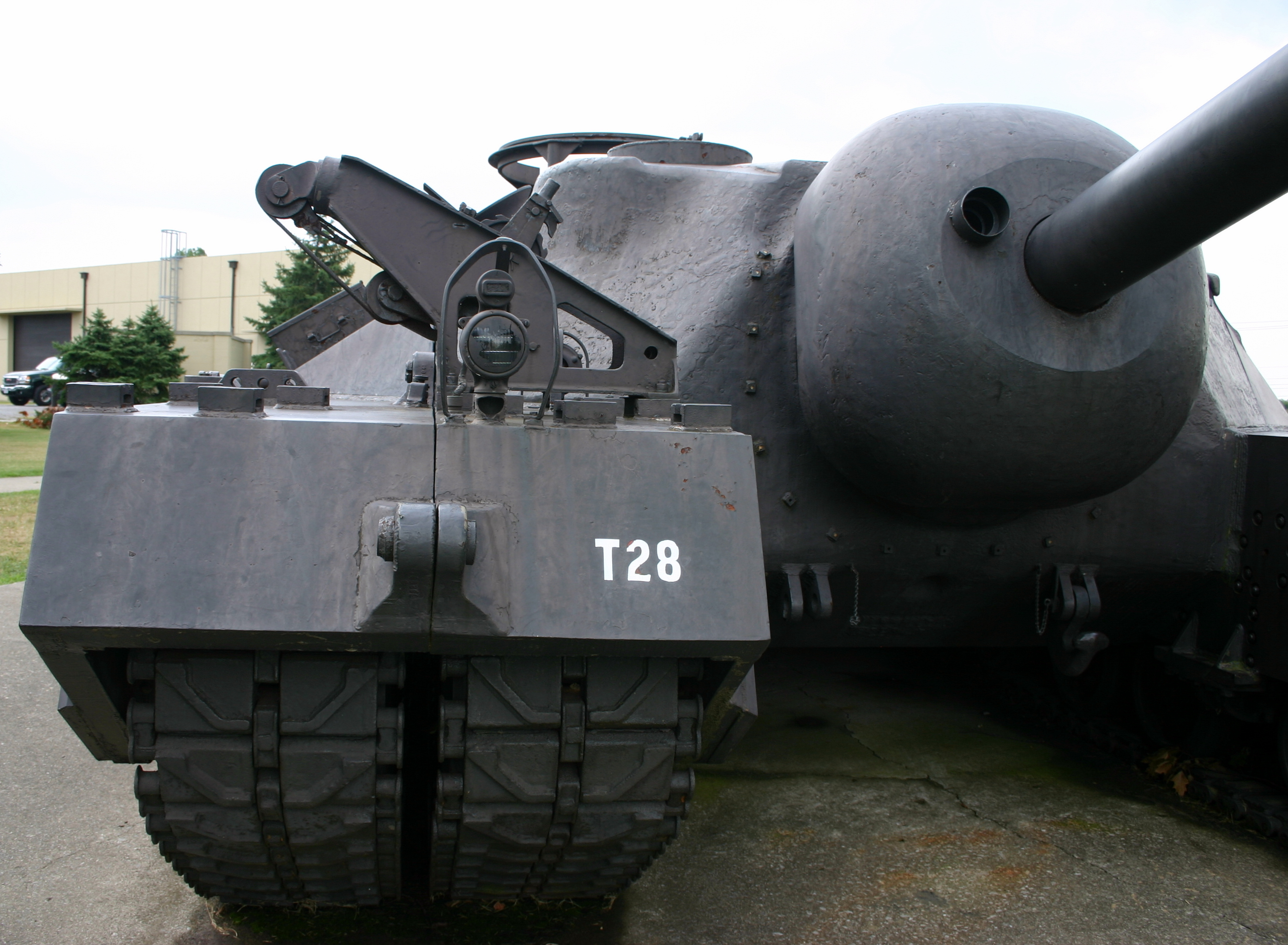
Primer plano del tanque super pesado T28, que muestra las orugas dobles

La superestructura mecánica fue tomada de un T23. El plan original era construir cinco prototipos, con una producción total de 25 unidades. Su peso total estando completamente equipado habría llegado a 86 t. Para disminuir la presión sobre el suelo, en vez de dos orugas, se utilizaron cuatro orugas que se proyectaban hacia adelante del casco, cada una de 584 mm (23 pulgadas) de ancho. Las orugas exteriores podían desmontarse en dos horas para el transporte ferroviario: Después de retirarlas, se podían unir para formar una unidad que pudiera remolcarse detrás del tanque. Debido a su gran peso y baja potencia del motor, el T28 tenía una capacidad sumamente limitada para cruzar obstáculos y no podía cruzar ninguno de los puentes portátiles disponibles en el momento, así que fue considerado poco práctico en el campo e inadecuado para ser producido.
El T28 no tenía una torreta convencional, sino un casco tipo casamata, dándole un perfil comparativamente bajo, como los posteriores ejemplos de la familia de cazatanques alemanes Jagdpanzer, no del todo diferente al Jagdpanther alemán de 45 toneladas. Su armamento principal era un cañón T5E1 105 mm, montado en un mantelete hemisférico colocado en el frente vertical del casco. La rotación se limitó a 10° a la derecha y 11° a la izquierda, y la elevación de 19,5° a -5°. Al viajar, el cañón era bloqueado en la elevación máxima. El único otro armamento era una ametralladora Browning M2 de 12,7 mm montada en un afuste anular sobre la escotilla del comandante para uso antiaéreo. El cañón principal, con una caña de 65 calibres de longitud, tenía una velocidad de boca de 1130 m/s, con un alcance de hasta 19 km.
El blindaje era muy grueso comparado al de otros tanques de la época, hasta 305 mm de espesor en el glacis. Esto se consideró lo suficientemente pesado para ofrecer protección ante el cañón alemán de 88 mm utilizado tanto como cañón de tanque y antitanque. El frente inferior del casco tenía un blindaje de 130 mm de espesor y los lados 64 mm. El sistema de suspensión y la parte inferior del casco se cubrieron con faldones de acero de 100 mm de espesor. El motor era un Ford GAF V8 de gasolina, entregando 500 CV en 2600 rpm a través de la transmisión Torqmatic; lo que dejó al vehículo con poca potencia, una velocidad máxima de aproximadamente 13 km/h y limitó en gran medida su capacidad para escalar obstáculos.